# Krystyna Górniak

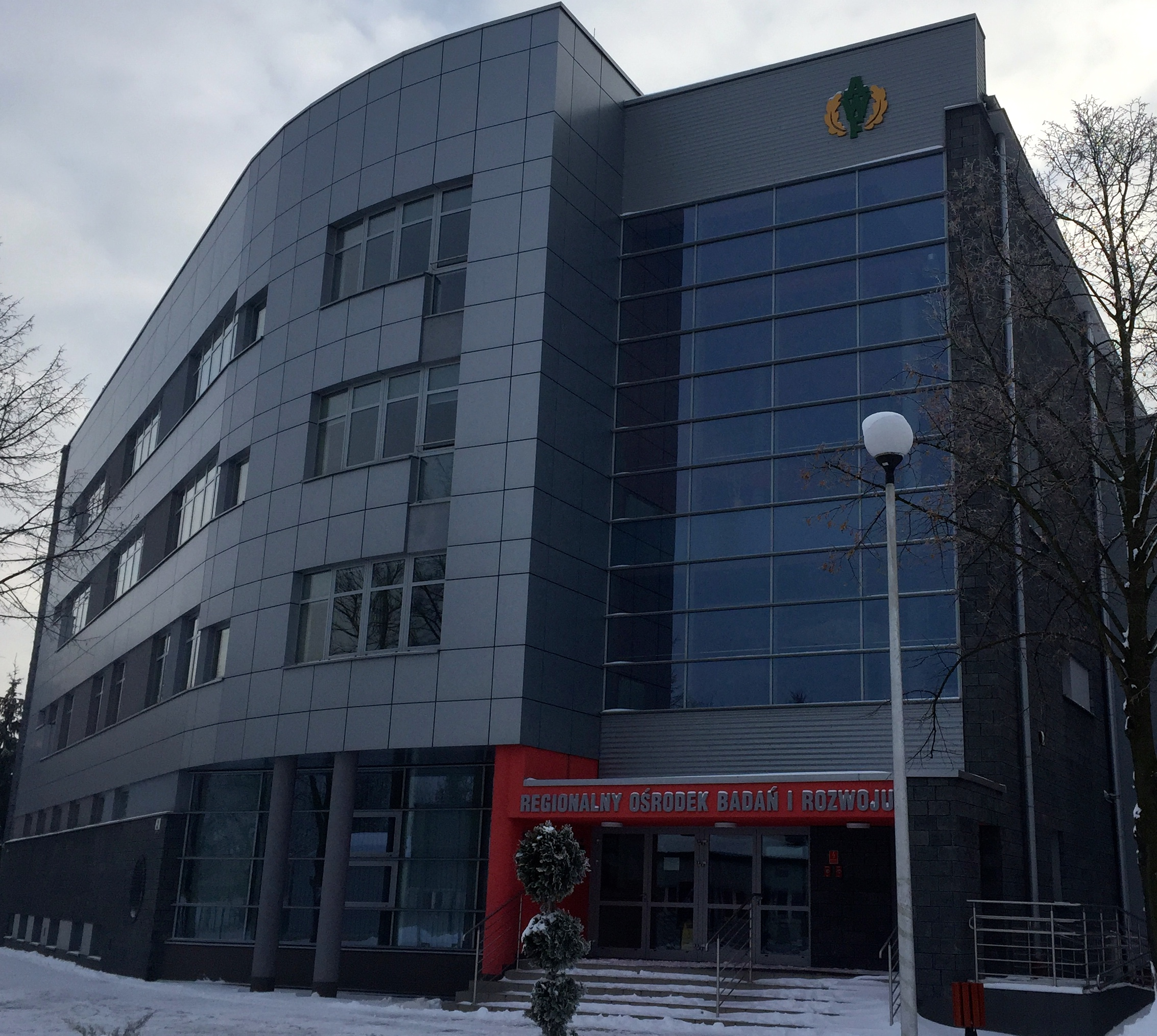
Budynek Wydziału Wychowania Fizycznego i Sportu w Białej Podlaskiej

Krystyna Maria Górniak (ur. 26 stycznia 1949) – doktor habilitowana nauk o kulturze fizycznej, specjalizuje się w kompensacji, korektywie oraz teorii wychowania fizycznego; profesor Wydziału Wychowania Fizycznego i Sportu w Białej Podlaskiej (filia warszawskiej AWF). W kadencji 2016-2020 dziekan tego Wydziału.

## Życiorys
Córka Zygmunta Zimnickiego i Marii Rumianek. Do szkoły podstawowej i średniej uczęszczała w Wąbrzeźnie. Studia z wychowania fizycznego ukończyła na warszawskiej AWF w 1970. Rok później (1971) została zatrudniona w bialskiej filii macierzystej uczelni, tj. na Wydziale Wychowania Fizycznego i Sportu, gdzie zdobywała kolejne awanse akademickie. Organizowała pierwsze w województwie bialskopodlaskim kolonie zdrowotne mające na celu usprawnianie dzieci z wadami postawy.
Stopień doktorski uzyskała w 1981 na AWF-ie w Krakowie. Habilitowała się w 2007 na podstawie oceny dorobku naukowego i rozprawy o tytule Rozwój biologiczny dzieci wiejskich z wadami postawy ciała (AWF w Warszawie).
Pracuje naukowo jako profesor nadzwyczajny i zarazem kierownik Katedry Wychowania Fizycznego (Zakład Korektywy i Kompensacji) Wydziału Wychowania Fizycznego i Sportu w Białej Podlaskiej. Prowadzi zajęcia m.in. z korektywy i kompensacji oraz fizjoterapii klinicznej w dysfunkcjach narządu ruchu. W pracy badawczej zajmuje się takimi zagadnieniami jak: kształtowanie się postawy ciała dzieci i młodzieży w aspekcie dynamiki rozwojowej oraz rozwój biologiczny, sprawność fizyczna ogólna i specjalna dzieci i młodzieży z wadami postawy ciała.
W latach 1997–2002 była dyrektorem oddziału Państwowego Funduszu Rehabilitacji Osób Niepełnosprawnych w Białej Podlaskiej, a po reformie administracyjnej kraju – została zastępcą dyrektora bialskiego Miejskiego Ośrodka Pomocy Społecznej ds. osób niepełnosprawnych.
Od 2005 jest członkiem Rady Regionalnych Konsultantów w zakresie korektywy, a od 2008 – członkiem Senatu warszawskiej AWF.

## Wybrane publikacje
- Korektywa i kompensacja zaburzeń w rozwoju fizycznym dzieci i młodzieży. T. 1 i 2 (redaktor), Biała Podlaska 2005
- Rozwój biologiczny dzieci wiejskich z wadami postawy ciała, Warszawa 2006, ISBN 83-89630-46-X
- Correction and compensation of physical development disorders in children and youth (współredaktor wraz z M. Lichotą), Biała Podlaska 2009, ISBN 978-83-61509-07-3
- Dziecko wiejskie bialskie. Rozwój fizyczny, sprawność fizyczna, postawa ciała... (współautorka), Biała Podlaska 2010, ISBN 978-83-61509-10-3
- Zmiany w rozwoju biologicznym dziewcząt i chłopców wiejskich z powiatu bialskiego... (współautorka), Biała Podlaska 2012, ISBN 978-83-61509-20-2
- ponadto artykuły publikowane w czasopismach naukowych m.in. w "Postępach Rehabilitacji"[4][6][7]

## Odznaczenia i nagrody
- Złoty Krzyż Zasługi
- Medal Komisji Edukacji Narodowej
- Brązowa Odznaka „Zasłużony Działacz Kultury Fizycznej”
- Odznaka „Za zasługi dla województwa bialskopodlaskiego”
- Odznaka Zarządu Głównego Towarzystwa Przyjaciół Dzieci „Przyjaciel Dziecka”
- Medal za wybitne osiągnięcia w ruchu studenckim AWF w Warszawie
- Nagroda prezydenta RP w ogólnopolskim konkursie „Osoba niepełnosprawna w społeczności lokalnej” (2000) za program „Biała Podlaska-miasto bez barier” (program wybrany przez Pełnomocnika Rządu ds. Osób Niepełnosprawnych do pilotażu w ramach ogólnopolskiego programu „DOMI")